# Boussouma (Koubri)
Pour les articles homonymes, voir Boussouma.
Boussouma est une localité située dans le département de Koubri de la province du Kadiogo dans la région Centre au Burkina Faso. En 2006, cette localité comptait 1 195 habitants dont 49 % de femmes.